# Rafnia triflora
Rafnia triflora är en ärtväxtart som beskrevs av Carl Peter Thunberg. Rafnia triflora ingår i släktet Rafnia och familjen ärtväxter. Inga underarter finns listade i Catalogue of Life.

## Bildgalleri

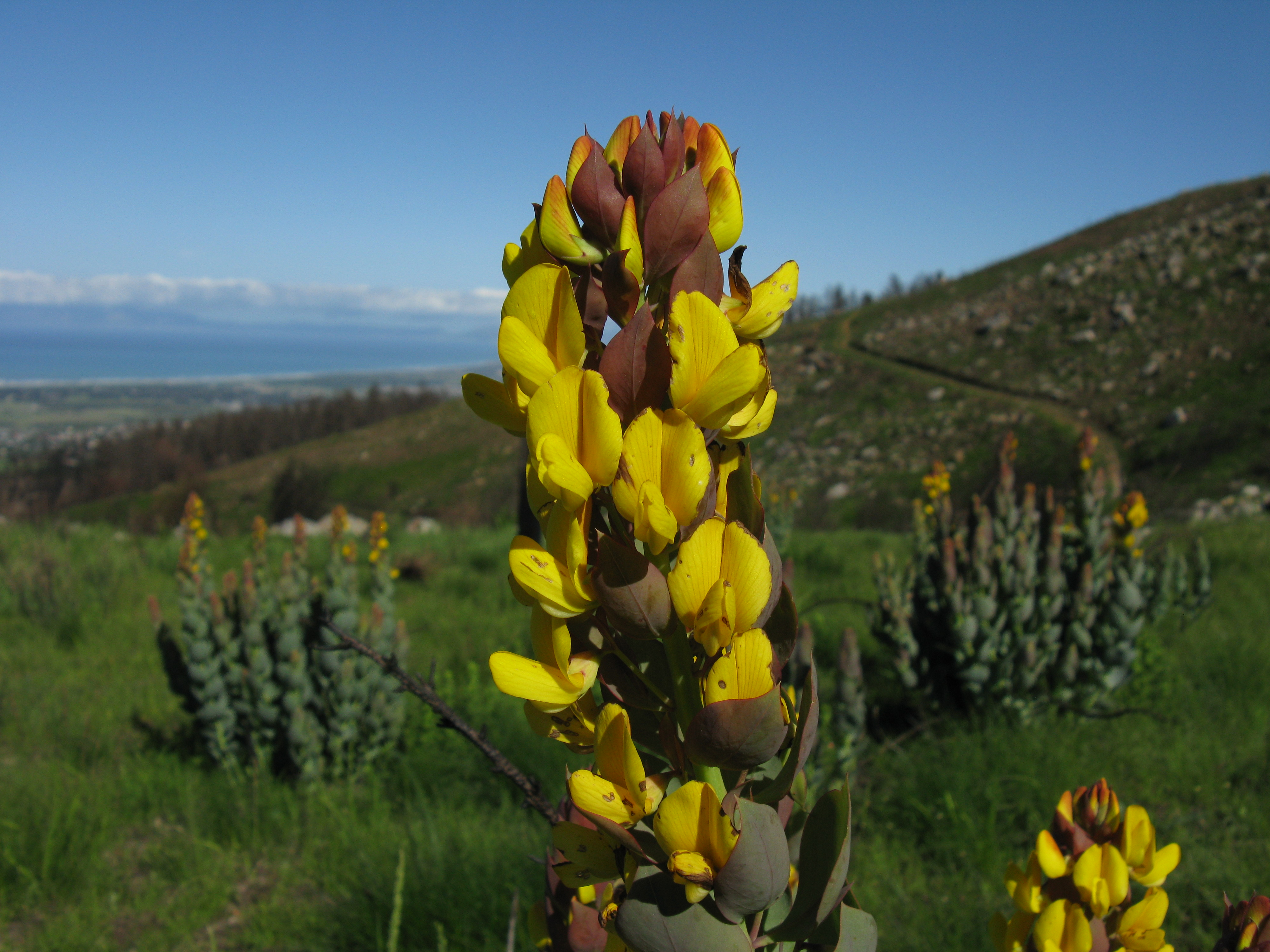
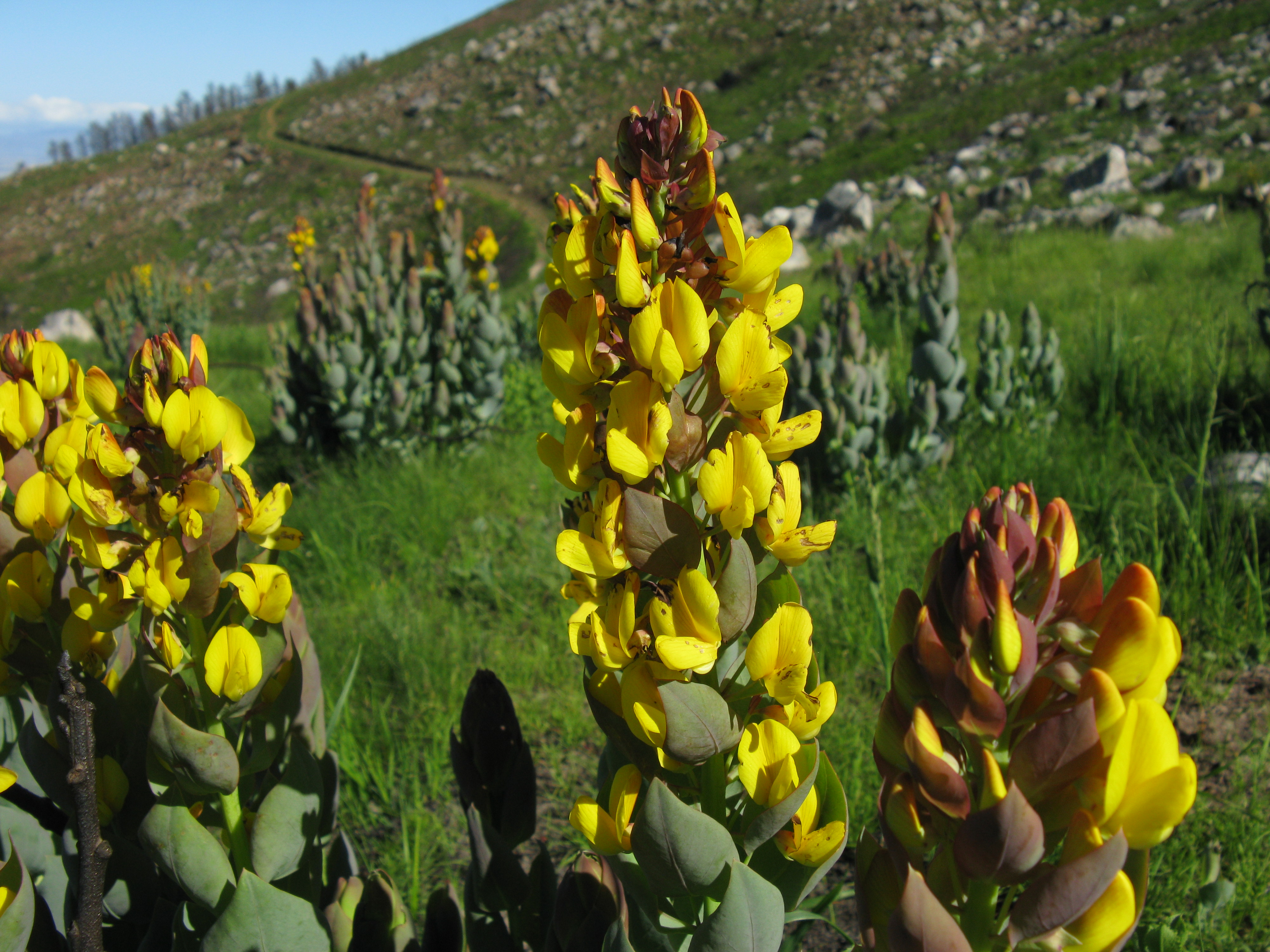